# Pipile cumanensis
Pipile cumanensis е вид птица от семейство Cracidae. Видът е световно застрашен, със статут Уязвим.

## Разпространение
Видът е разпространен в Боливия, Бразилия, Венецуела, Гвиана, Еквадор, Колумбия, Перу, Суринам и Френска Гвиана.